# قدمكاه حضرة علي
قدمكاه حضرة علي أو قدمغاه حضرة علي (بالفارسية: قدمگاه حضرت علی) هو ضريح تاريخي يعود إلى القاجاريين، ويقع في مقاطعة خليل أباد، قرية دهنو.